# Croton ysabelae
Croton ysabelae är en törelväxtart som beskrevs av Léon Camille Marius Croizat. Croton ysabelae ingår i släktet Croton och familjen törelväxter. Inga underarter finns listade i Catalogue of Life.